# Konventionen i Peking

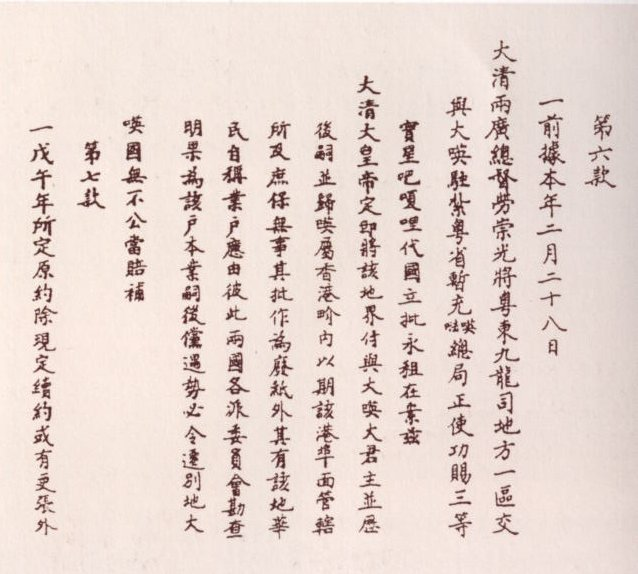

Konventionen i Peking 18 oktober 1860 var en serie tilläggsavtal till fördraget i Tianjin, där utländska makter efter Andra opiumkriget utkrävde ytterligare eftergifter från Qingdynastins Kina.
Kina måste öppna Tianjin för handel med utlandet, låta utländska sjöstridskrafter trafikera sina floder och tillåta sina medborgare att utvandra. Dessutom måste Kina betala ett krigsskadestånd på ytterligare 16 miljoner tael samt ge allmän tullfrihet för textilimport. Kina var också tvungna att avträda halvön Kowloon som brittisk kronkoloni. En del av Yttre Manchuriet överfördes till Tsarryssland. Ryssarna fick Ussuri kraj, som motsvarar en del av den moderna  Primorje och södra delen av Chabarovsk kraj, sök, ett område som motsvarar den gamla manchuprovinsen Östra Tatariet.

## Källa
- Hsü, Immanuel C. Y. (1960) (på engelska). China's entrance into the family of nations: the diplomatic phase 1858-1880. Harvard East Asian studies, 99-0372576-0 ; 5. Cambridge, Mass.. Libris 468079